# Furga
 Luigi Furga & C. è stata una ditta di produzione di giocattoli, soprattutto bambole, con sede a Canneto sull'Oglio (Mantova), che ha iniziato la sua attività tra il 1870 e il 1875 e ha chiuso nel 1993. Il marchio è quindi passato alla Grazioli spa, ma la produzione è oggi del tutto cessata.

## Storia
Il nobile Luigi Furga Gornini iniziò la produzione di maschere in cartapesta tra il 1870 e il 1875 utilizzando come laboratorio la sua residenza estiva a Canneto sull'Oglio. Ben presto passò alla produzione di bambole, sfruttando l'abilità acquisita dai suoi operai nella lavorazione della cartapesta.
Inizialmente le teste in porcellana Biscuit venivano importate dalla Germania, prodotte da varie ditte, tra cui la principale la Heubach di  Köppelsdorf, nel Baden-Württemberg. A partire dagli anni venti la Furga produsse in proprio le teste in porcellana, dando vita parallelamente a una produzione di ceramiche tanto per uso ordinario, quanto in miniatura per giocattoli. In questo periodo la Furga non realizzò soltanto bambole, ma innumerevoli altri giocattoli in cartapesta, legno e altri materiali naturali.
A partire dal dopoguerra, la Furga prese a sfruttare la recente invenzione di varie plastiche per la creazione delle proprie bambole, per le quali diverrà celebre, esportandole quindi in tutto il mondo. Nel 1993 la Luigi Furga & C. chiuse ed il marchio rimase soltanto quale linea produttiva della Grazioli spa (che la controllava dal 1977), con la produzione di alcuni bebè e la riproduzione di alcune celebri bambole. Nel 2000 la Grazioli è poi passata sotto il controllo della bergamasca Gio Style: in un articolo sulla Gazzetta di Mantova del 2 marzo 2000, che annuncia la fusione delle due aziende, si legge: “Scompariranno del tutto le bambole, visto che è insostenibile la concorrenza del Far East, ma questo addio era già nell'aria da tempo, e infatti da almeno un anno l'azienda mantovana non produceva più i suoi storici pezzi originali, concentrata a vendere le rimanenze o ad assemblare pezzi comprati in Oriente”.

## Lista parziale dei prodotti

### Bambole ed action figure
- 3P, comprendente i personaggi di Paola, Peonia e Perla
- 3S e 4S (1965-1968), comprendente i personaggi di Sheila, Susanna, Sylvie e Simona
- Il Pierino
- Carletto
- Il Corsaro Nero
- Lisa Jean e Boy Jean
- Minifurga
- Giulietta
- OK Mike, action-figure "made in Hong Kong", priva del marchio Furga, imitazione di Big Jim, G.I. Joe ed Action Jackson
- Sandokan, comprendente i personaggi di Sandokan, Yanez e Marianna
- Zorro